# Sepak takraw

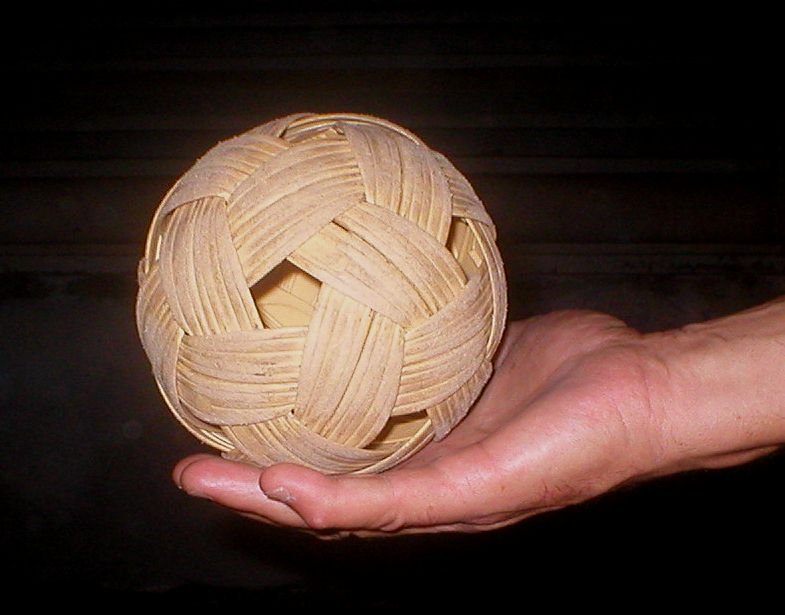
Piłka do sepak takraw

Boisko do sepak takraw

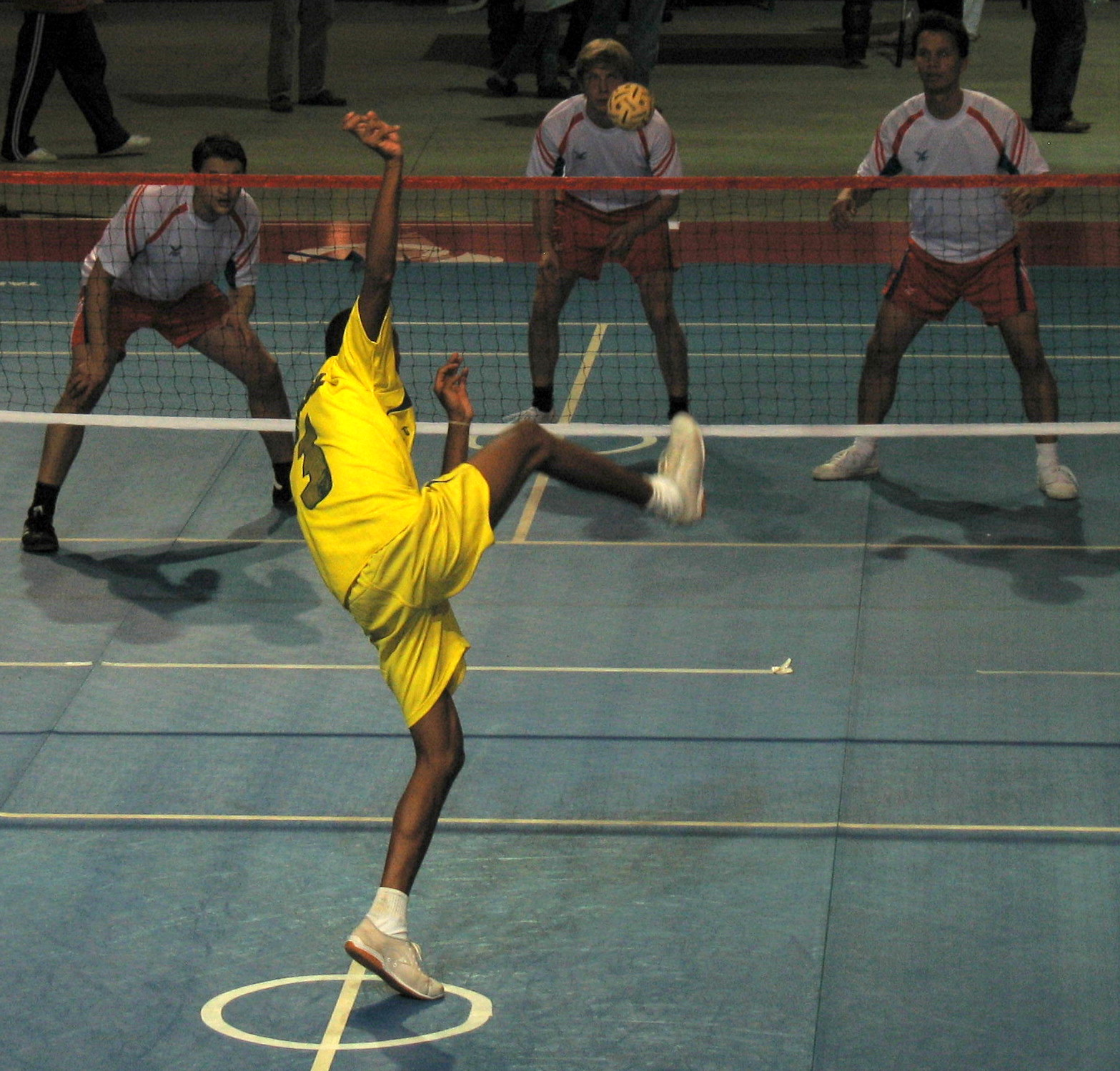
Mecz sepak takraw

Sepak Takraw (tamil. செபக் தக்ரா, filip. sipa, wiet. cầu mây, ang. Kick Volleyball – "siatkówka kopana") – szybko rozwijająca się i popularna w Azji południowo-wschodniej dyscyplina sportu drużynowego będąca skrzyżowaniem siatkówki oraz piłki nożnej. Dyscyplina ta jest uważana, obok boksu tajskiego, za sport narodowy Tajlandii.
Wywodzi się z tradycyjnej gry tajskiej i malajskiej, znanej już w XV w., zwanej w Tajlandii pod nazwą ตะกร้อ takro (RTGS, w angielskiej pisowni takraw), zaś w Malezji jako sepak raga, która polegała na wrzuceniu uplecionej z rattanu piłki do kosza, używając wszelkich części ciała oprócz rąk.
W latach 40 powstała zmodyfikowana wersja gry, przypominająca bardziej siatkówkę, nazwana sepak takraw. Nazwa jest mieszana, malajsko-tajska, będąca wynikiem kompromisu ustalonego w 1965 roku podczas igrzysk azjatyckich pomiędzy przedstawicielami Tajlandii i Malezji, posiadających najsilniejsze drużyny. Słowo sepak w języku malajskim znaczy "kopnięcie", zaś takraw w języku tajskim "pleciona piłka".
Współczesna wersja sepak takraw znajduje się pod zarządem międzynarodowej federacji ISTAF (International Sepak Takraw Federation), corocznie w Tajlandii organizuje się mistrzostwa o Puchar Królewski.